# Лебанон (Пенсільванія)
Лебанон (англ. Lebanon) — місто (англ. city) в США, в окрузі Лебанон штату Пенсільванія. Населення — 26 814 особи (2020).

## Географія
Лебанон розташований за координатами 40°20′28″ пн. ш. 76°25′22″ зх. д. / 40.34111° пн. ш. 76.42278° зх. д. (40.341192, -76.422735).  За даними Бюро перепису населення США в 2010 році місто мало площу 10,79 км², уся площа — суходіл.

## Демографія
Згідно з переписом 2010 року, у місті мешкало 25 477 осіб у 10 358 домогосподарствах у складі 6064 родин. Густота населення становила 2360 осіб/км².  Було 11278 помешкань (1045/км²).
Расовий склад населення:
| - 74,1 % — білих - 5,9 % — чорних або афроамериканців - 1,1 % — азіатів - 0,5 % — корінних американців - 15,1 % — осіб інших рас |

До двох чи більше рас належало 3,2 %. Частка іспаномовних становила 32,1 % від усіх жителів.
За віковим діапазоном населення розподілялося таким чином: 26,0 % — особи молодші 18 років, 60,2 % — особи у віці 18—64 років, 13,8 % — особи у віці 65 років та старші. Медіана віку мешканця становила 35,6 року. На 100 осіб жіночої статі у місті припадало 93,7 чоловіків;  на 100 жінок у віці від 18 років та старших — 90,7 чоловіків також старших 18 років.
Середній дохід на одне домашнє господарство  становив 45 187 доларів США (медіана — 34 072), а середній дохід на одну сім'ю — 52 915 доларів (медіана — 41 761). Медіана доходів становила 34 821 долар для чоловіків та 30 892 долари для жінок. За межею бідності перебувало 29,5 % осіб, у тому числі 43,2 % дітей у віці до 18 років та 18,8 % осіб у віці 65 років та старших.
Цивільне працевлаштоване населення становило 10 595 осіб. Основні галузі зайнятості: освіта, охорона здоров'я та соціальна допомога — 24,6 %, виробництво — 21,1 %, роздрібна торгівля — 11,2 %, мистецтво, розваги та відпочинок — 10,1 %.